# Fire (personaggio)
Fire il cui vero nome è Beatriz Bonilla da Costa è una supereroina della DC Comics, creata nell'ottobre 1979 da E.Nelson Bridwell e Ramona Fradon su Super Friends n. 25, inizialmente con nome iniziale di Green Fire.
Il personaggio è divenuto popolare grazie alla gestione di Keith Giffen e J.M. De Matteis sulle pagine di Justice League International, dove la caratterizzarono con una personalità impulsiva e poco educata.
In italiano il suo nome è stato tradotto anche come "Fuoco".

## Biografia
Beatriz da Costa era una nota ballerina brasiliana di nightclub, fino a quando non venne licenziata quando mandò a monte un affare del suo capo, Don Diablo, che voleva vendere il club ad un'organizzazione di carità ad un prezzo elevatissimo rispetto al suo valore effettivo. A seguito di questo avvenimento decise di divenire una spia del governo e, dopo un brillante inizio, la sua carriera ebbe un punto d'arresto quando mandò a monte un'operazione allo scopo di impedire il furto di una macchina che produceva Piroplasma, una fonte di energia organica.
Durante lo svolgimento della suddetta missione, vi fu uno scoppio e Beatriz venne investita da un'esplosione, che le diede la facoltà di soffiare vampate di fuoco verde. Con questo nuovo (e discutibile) potere, lasciò il natio Brasile per recarsi a Parigi. dove si unì all'organizzazione per il mantenimento della pace nota come Global Guardian, composta da elementi di varie nazionalità con diversi superpoteri; tra questi Bea conobbe Tora Olafsdotter, l'eroina norvegese nota come Ice Maiden, che in breve divenne la sua migliore amica.
Ben presto, Bea e Tora si trasferirono a New York, dove proposero a Martian Manhunter di unirsi alla Justice League International; dapprima respinte, si unirono al team quando questo si trovò in sottonumero.
Cambiato il proprio nome semplicemente in "Fire" (e Tora in Ice ) Bea si mise in luce come membro della League, fino a quando, a causa di una "bomba genetica" scatenata dagli alieni Dominators sulla Terra, cadde in coma: al suo risveglio, scoprì che i suoi poteri subirono una variazione, in quanto ora poteva ricoprire interamente il suo corpo di una fiamma verde, emettere raffiche di fuoco e di saper volare.
Nella sua lunga permanenza nella League, Bea assistette alla morte di Superman per mano di Doomsday e, tempo dopo, a quella della cara amica Ice; Beatriz cercò di far fronte a questa dolorosa perdita cercando conforto prima nell'ex fidanzato di Tora, Guy Gardner, e in seguito di Nuklon.
Dopo Crisi infinita Fire è tornata allo spionaggio, lavorando per l'agenzia nota come Checkmate, agli ordini di Amanda Waller.
Successivamente venne invitata a far parte degli Outsiders da Nightwing, i due ebbero una relazione che finì col tradimento di quest'ultimo con la sua ex fidanzata Starfire.
Beatriz allora lasciò gli Outisiders e cominciò a rilavorare di nuovo per Amanda Waller.

## Poteri e abilità
Fire acquisisce la capacità di prendere fuoco volontariamente, in qualunque momento, attraverso la sostituzione dell'ATP presente nelle sue cellule con una sostanza di potenza maggiore che genera una fissione nucleare pulita, fino a raggiungere il calore di una nova che può raggiungere i 6000 °C di media, toccando i 500.000 °C come estremo. Il conseguente riscaldamento degli ioni dell'aria intorno al suo corpo le conferisce anche il potere di volare a grandi velocità. Può assorbire qualsiasi quantità di calore, lanciare fiamme, creare oggetti di fuoco (da proiettili sferici fino a doppioni di sé per trarre in inganno i nemici) e scatenare serie esplosioni (sia esplosioni di piccola grandezza che esplosioni ancor più devastanti di quelle nucleari).
Inoltre, ha appreso molte tecniche di lotta dalla forte guerriera Big Barda e durante il tempo trascorso negli Outsiders è stata allenata nel combattimento corpo a corpo anche da Dick Grayson, ciò l'ha resa un'abile combattente corpo a corpo.